# Kapelle Maria Schnee (Bühel)

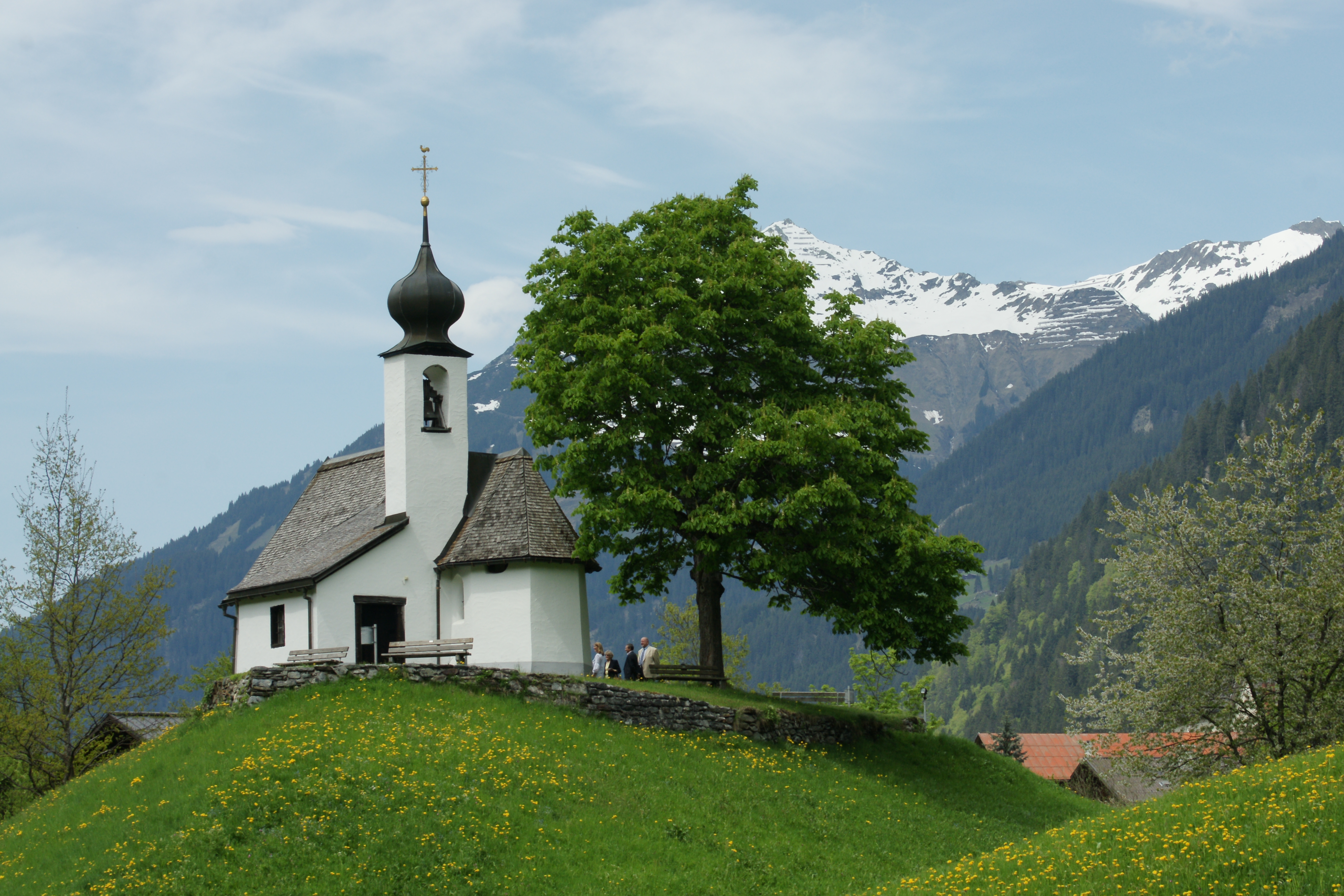
Kapelle Maria Schnee in Gaschurn.

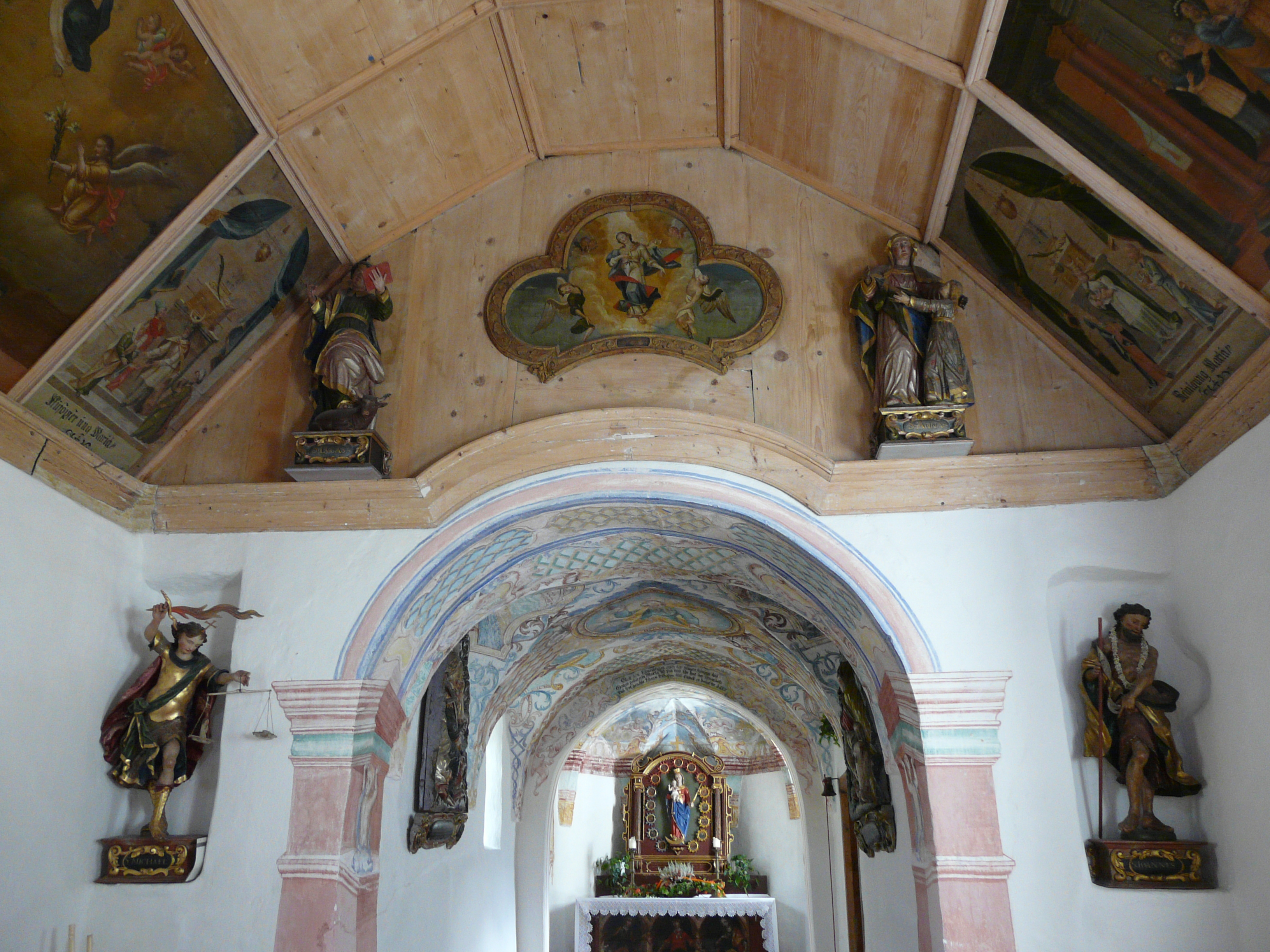
Blick zum Altar.

Die römisch-katholische Kapelle Maria Schnee steht in der Parzelle Bühel in der Gemeinde Gaschurn im Bezirk Bludenz in Vorarlberg. Sie ist der Gottesmutter geweiht und gehört zur Pfarrkirche St. Michael und damit zum Dekanat Montafon in der Diözese Feldkirch. Das Bauwerk aus dem Jahr 1637 steht unter Denkmalschutz (Listeneintrag). Die Kapelle (975 m ü. A.) ist vom Ortszentrum von Gaschurn etwa 270 m Luftlinie entfernt und steht damit am südlichen Ortsende (Richtung Partenen) auf einer kleinen Anhöhe (Bühel).

## Geschichte
Der Überlieferung nach wurde die Kapelle Maria Schnee 1637 von Lukas Tschofen und seiner Gattin Anna Clawothin als Gelübde für die erfolgreiche Genesung von einer schweren Krankheit, zusammen mit einem Kapital von 240 Gulden, gestiftete und im Stil des Barock errichtet. Am Chorbogen befindet sich eine diesbezügliche Inschrift. Die Kapelle und der kleine Friedhof wurde am 31. Dezember 1639 vom römisch-katholischen Bischof des Bistums Chur, Johannes VI. Flugi von Aspermont, geweiht.
Die Kapelle wurde 1660 bis 1667 vergrößert. Sie ist ein beliebter Wallfahrtsort im Montafon und wird auch für Hochzeiten und Taufen genutzt. Der Weihefesttag ist der 5. August „Maria Schnee“.

## Kirchenbau
Es handelt sich um einen Bau mit annähernd rechteckiger Grundform und Südost/Nordwest-Ausrichtung. Südöstlich (Altar) sind die Außenwände abgeschrägt. Die Kapelle weist eine einfache Holztüre auf. Das mehrgliedrigen Satteldach ist mit Holzschindeln und mit einem aus dem Gebäude herausragenden Turm mit Zwiebelhelm und einer Glocke mit der Jahreszahl 1637 ausgestattet. Der Turm und die angebaute Sakristei befinden sich südwestlich.
Der Betraum hat ein, einem Tonnengewölbe nachgebildete Decke (sechseckig), welche teilweise mit Bildern bemalt ist und eine eingezogene Chorwand.

## Ausstattung
Die Kapelle ist innen mit einem einsäuligen, im Verhältnis zur sonstigen Ausstattung, recht schlichten, in Rot und Gold gehaltenen Hochaltar, welcher eine Statue mit Maria mit dem Kinde zeigt, ausgestattet. Die Decke im Altarraum und im Langhaus ist üppig bemalt, es finden sich farbenreiche Wandverzierungen sowie Plastiken.
Es finden sich Darstellungen des Turiner Grabtuches (am Gnadenaltar aus dem 17. Jahrhundert) und zur Legende „Maria Schnee“ (Deckenbild rechts im Langhaus). Die Heiligenfiguren Lukas und Anna über dem Chorbogen weisen auf Lukas Tschofen und seine Frau Anna Clawothin hin.
Im Gegensatz zu den Bemalungen stehen die sehr einfachen Kirchenbänken aus Tannenholz. Auf Bildtafeln finden sich Kreuzwegstationen.